# Karim Fouad
Karim Fouad (El Mansura, 1 de octubre de 1999) es un futbolista egipcio que juega en la demarcación de lateral derecho para el Al-Ahly de la Premier League de Egipto.

## Selección nacional
Tras jugar en las categorías inferiores de la selección, finalmente hizo su debut con la selección de fútbol de Egipto en un partido amistoso contra Liberia que finalizó con un resultado de 3-0 a favor del combinado egipcio tras los goles de Omar Marmoush, Mohamed Abdelmonem y Koka. Además disputó los Juegos Olímpicos de Tokio 2020.

## Clubes
| Club      | País   | Año       | Partidos | Goles |
| --------- | ------ | --------- | -------- | ----- |
| Nogoom FC | Egipto | 2018-2019 | 12       | 0     |
| ENPPI SC  | Egipto | 2019-2021 | 43       | 0     |
| Al-Ahly   | Egipto | 2021-     | 41       | 5     |